# Repo Men
Repo Men là một bộ phim hành động khoa học viễn tưởng ly kỳ của Mỹ-Canada sản xuất năm 2010 do Miguel Sapochnik đạo diễn, có sự tham gia của Jude Law, Forest Whitaker, Liev Schreiber và Carice van Houten. Phim dựa trên tiểu thuyết The Repossession Mambo của Eric Garcia.

## Cốt truyện
Nội dung phim đề cập đến vai chính là một sát thủ đòi nợ mướn cho một công ty chuyên cung cấp các bộ phận cơ thể người nhân tạo. Anh ta và đồng nghiệp là hai người bạn thân từ nhỏ, cùng trưởng thành, tham gia chiến đấu ở Irắc. Sau đó cùng trở thành hai sát thủ chuyên đòi nợ thuê. Phim đặt ra giả thuyết khá mới lạ là do thành tựu khoa học kỹ thuật phát triển nên công ty trên đã phát triển được các sản phẩm là bộ phận cơ thể người nhân tạo và tiến hành kinh doanh các bộ phận này với giá cực kỳ mắc (một bộ phận giá vài trăm ngàn USD). Nếu khách hàng không đủ tiền mua thì công ty sẵn sàng cho vay với lãi suất cắt cổ. Từ đó dẫn đến việc các khách hàng có thể bị khánh kiệt và phá sản do không thể trả được tiền gốc, rồi lãi mẹ lãi con.
Khi quá hạn trả nợ, khách hàng mất khả năng thanh toán thường bỏ trốn nên công ty phải thành lập một đội sát thủ chuyên đi thu hồi các bộ phận nhân tạo đã ghép cho khách hàng. Điều này đương nhiên làm khách hàng chết vì bộ phận đã được cấy ghép nằm sâu trong cơ thể của khách hàng.
Bộ phận thu hồi nợ của công ty tức là đội sát thủ này luôn nghĩ rằng công việc của họ là chính nghĩa vì khách hàng không trả nợ thì họ phải đi thu hồi, nhưng họ không nghĩ rằng mỗi lần đòi nợ là họ đã hạ sát một mạng người. 
Diễn viên nam chính là một sát thủ trong bộ phận thu nợ của công ty. Vợ anh ta biết rằng công việc của anh ta là sai trái và yêu cầu anh ta chuyển sang bộ phận kinh doanh. Nhưng anh ta biết rằng mình không có năng khiếu bán hàng vì anh ta sẽ tiết lộ sự thật về khả năng khách hàng sẽ không sống được nếu không trả được nợ.
Bên cạnh đó, người bạn chí cốt, chiến hữu lâu năm của anh ấy cũng không muốn anh ta chuyển sang bộ phận khác vì hai người đã là một cặp ăn ý. Vì thế trong một lần thu hồi nợ của anh, người bạn kia đã chơi xấu bằng cách lắp sai đầu điện thiết bị làm sốc tim. Anh ta bị bất tỉnh và tim bị chấn thương nặng. Và điều trớ trêu bắt đầu. Anh ta buộc phải thay tim nhân tạo của chính công ty mà anh ta đang làm việc. Chuyện gì đến phải đến, anh ta không có khả năng thanh toán cho công ty và bị các sát thủ của công ty tìm kiếm để thu hồi trái tim nhân tạo của mình.
Phim có kết thúc sáng tạo khi làm cho khán giả tưởng như kết thúc có hậu nhưng thực sự thì anh ta bị công ty thay thế não bằng bộ não nhân tạo.